# Gnarls Barkley

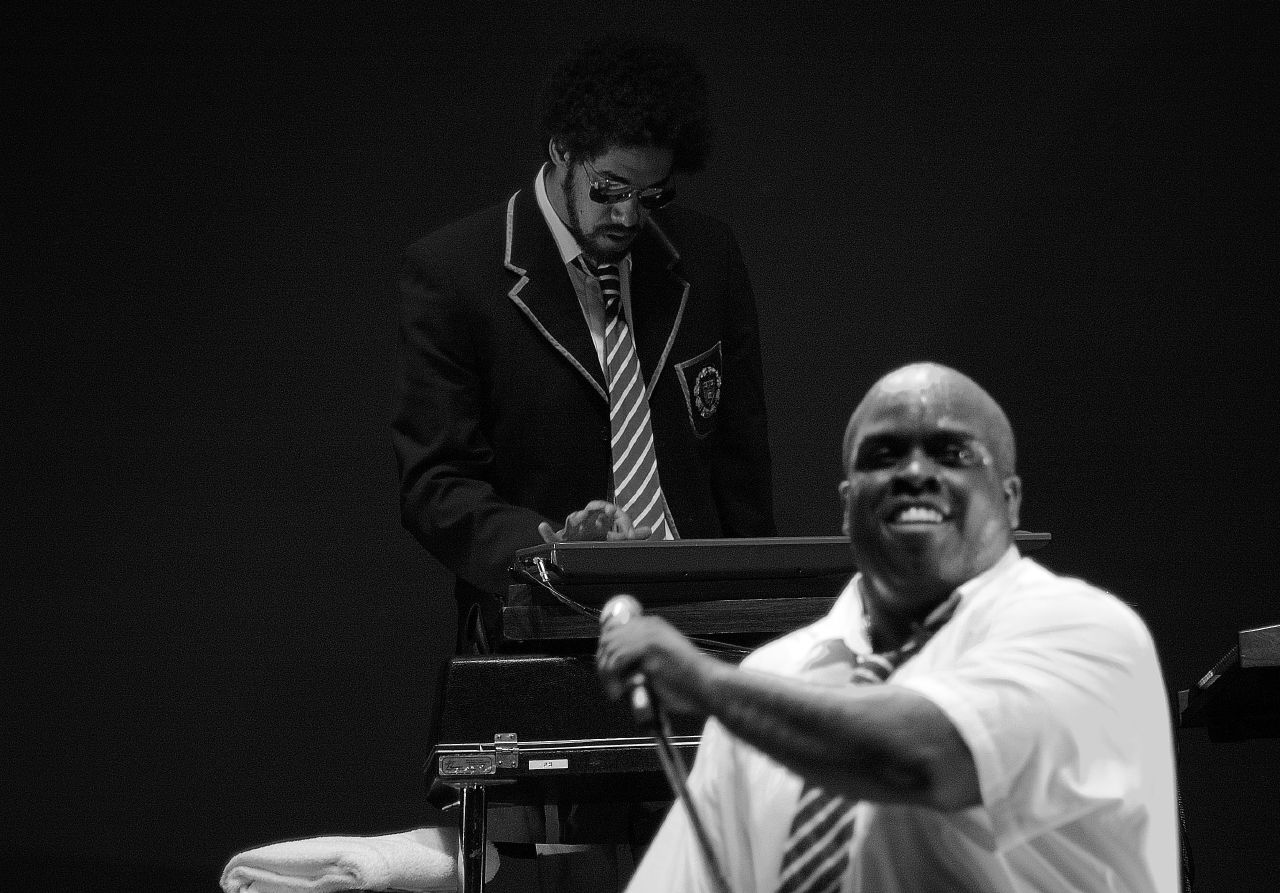
Cee-Lo (vorne) und Danger Mouse (hinten)

Gnarls Barkley ist ein Musikprojekt des US-amerikanischen Hip-Hop-Produzenten Danger Mouse und des Sängers CeeLo Green (Mitglied von Goodie-Mob).

## Geschichte
Das Projekt wurde 2005 in Georgia gegründet. Der Bandname ist ein Wortspiel und leitet sich aus dem englischen Verb „to gnarl“ (etwa: knurren) und dem Namen des bekannten Basketball-Spielers Charles Barkley ab, der optisch eine Ähnlichkeit zu Cee-Lo aufweist.
Gleich mit der ersten gemeinsamen Single Crazy landeten die beiden einen internationalen Hit. Sie wurde zunächst von mehreren DJs der BBC zur Platte der Woche erkoren und schließlich als Jingle für die Show von Zane Lowe, dem Flaggschiff im Abendprogramm von BBC Radio 1, eingesetzt. Anfang April 2006, eine Woche vor der Veröffentlichung als Single, stieg der Song auf Platz 1 der britischen Charts ein. Crazy war damit der erste Titel, der es (kurz nach der Änderung der entsprechenden Chartsregel) lediglich auf der Basis von Downloads an die Spitze der britischen Singlecharts schaffen konnte. Am 1. September 2006 erhielten sie den MTV Video Music Award 2006 gleich zweimal für ihren Hit Crazy: in den Kategorien Best Direction In A Video und Best Editing In A Video. Des Weiteren ist Crazy der Titelsong des Filmes Birdman.
Das Debütalbum von Gnarls Barkley, St. Elsewhere, erschien in Deutschland am 26. Mai 2006. Am 29. Mai gaben Danger Mouse und Cee-Lo bekannt, die Maxi-CD von Crazy in England ab sofort aus dem Handel zu nehmen. Zur englischen Zeitung Daily Mirror sagten sie, gefragt nach den Gründen, sie befürchten, dass die Leute des Songs überdrüssig werden könnten. Außerdem wolle man sich auf die zweite Single Smiley Faces konzentrieren, die am 17. Juli 2006 erschien.
Am 4. April 2008 erschien das Nachfolge-Album The Odd Couple, fand aber kommerziell weniger Beachtung. Die erste Single war Run (I’m a Natural Disaster).

## Diskografie

### Studioalben
| Jahr | Titel          | Höchstplatzierung, Gesamtwochen, AuszeichnungChartplatzierungen (Jahr, Titel, Platzierungen, Wochen, Auszeichnungen, Anmerkungen) | Höchstplatzierung, Gesamtwochen, AuszeichnungChartplatzierungen (Jahr, Titel, Platzierungen, Wochen, Auszeichnungen, Anmerkungen) | Höchstplatzierung, Gesamtwochen, AuszeichnungChartplatzierungen (Jahr, Titel, Platzierungen, Wochen, Auszeichnungen, Anmerkungen) | Höchstplatzierung, Gesamtwochen, AuszeichnungChartplatzierungen (Jahr, Titel, Platzierungen, Wochen, Auszeichnungen, Anmerkungen) | Höchstplatzierung, Gesamtwochen, AuszeichnungChartplatzierungen (Jahr, Titel, Platzierungen, Wochen, Auszeichnungen, Anmerkungen) | Anmerkungen                         |
| Jahr | Titel          | DE | AT | CH | UK | US | Anmerkungen                         |
| ---- | -------------- | --- | --- | --- | --- | --- | ----------------------------------- |
| 2006 | St. Elsewhere  | DE6 Gold · (24 Wo.)DE | AT2 (19 Wo.)AT | CH2 Platin · (26 Wo.)CH | UK1 ×2Doppelplatin · (35 Wo.)UK                                                                                                   | US4 Platin · (47 Wo.)US | Erstveröffentlichung: 9. Mai 2006   |
| 2008 | The Odd Couple | DE58 (3 Wo.)DE | AT32 (4 Wo.)AT | CH16 (9 Wo.)CH | UK19 (3 Wo.)UK | US12 (11 Wo.)US | Erstveröffentlichung: 18. März 2008 |

### Singles
| Jahr | Titel Album                                | Höchstplatzierung, Gesamtwochen, AuszeichnungChartplatzierungen (Jahr, Titel, Album, Platzierungen, Wochen, Auszeichnungen, Anmerkungen) | Höchstplatzierung, Gesamtwochen, AuszeichnungChartplatzierungen (Jahr, Titel, Album, Platzierungen, Wochen, Auszeichnungen, Anmerkungen) | Höchstplatzierung, Gesamtwochen, AuszeichnungChartplatzierungen (Jahr, Titel, Album, Platzierungen, Wochen, Auszeichnungen, Anmerkungen) | Höchstplatzierung, Gesamtwochen, AuszeichnungChartplatzierungen (Jahr, Titel, Album, Platzierungen, Wochen, Auszeichnungen, Anmerkungen) | Höchstplatzierung, Gesamtwochen, AuszeichnungChartplatzierungen (Jahr, Titel, Album, Platzierungen, Wochen, Auszeichnungen, Anmerkungen) | Anmerkungen                             |
| Jahr | Titel Album                                | DE | AT | CH | UK | US | Anmerkungen                             |
| ---- | ------------------------------------------ | --- | --- | --- | --- | --- | --------------------------------------- |
| 2006 | Crazy St. Elsewhere                        | DE3 Platin · (37 Wo.)DE | AT1 Gold · (42 Wo.)AT | CH1 Gold · (61 Wo.)CH | UK1 ×4Vierfachplatin · (18 Wo.)UK | US2 ×4Platin (Mastertone) + Vierfachplatin · (29 Wo.)US                                                                                  | Erstveröffentlichung: 13. März 2006     |
| 2006 | Smiley Faces St. Elsewhere                 | DE32 (9 Wo.)DE | AT37 (11 Wo.)AT | CH37 (7 Wo.)CH | UK10 (14 Wo.)UK | — | Erstveröffentlichung: 17. Juli 2006     |
| 2006 | Who Cares? / Gone Daddy Gone St. Elsewhere | DE84 (4 Wo.)DE | — | — | UK60 (1 Wo.)UK | — | Erstveröffentlichung: 6. November 2006  |
| 2008 | Run The Odd Couple                         | DE72 (4 Wo.)DE | AT51 (4 Wo.)AT | CH65 (3 Wo.)CH | UK32 (8 Wo.)UK | — | Erstveröffentlichung: 5. Februar 2008   |
| 2008 | Going On The Odd Couple                    | — | — | — | — | US88 (1 Wo.)US | Erstveröffentlichung: 24. Juni 2008     |
| 2008 | Who’s Gonna Save My Soul The Odd Couple    | — | — | — | — | — | Erstveröffentlichung: 4. September 2008 |

## Auszeichnungen für Musikverkäufe
| Goldene Schallplatte - Australien - 2006: für die Single Crazy - Belgien - 2006: für die Single Crazy - 2008: für das Album St. Elsewhere - Dänemark - 2006: für das Album St. Elsewhere - Frankreich - 2006: für das Album St. Elsewhere Platin-Schallplatte - Australien - 2007: für das Album St. Elsewhere - Europa - 2006: für das Album St. Elsewhere - Irland - 2006: für das Album St. Elsewhere - Italien - 2019: für die Single Crazy - Kanada - 2006: für das Album St. Elsewhere - Neuseeland - 2019: für das Album St. Elsewhere - Schweden - 2008: für die Single Crazy - Spanien - 2024: für die Single Crazy | 2× Platin-Schallplatte - Dänemark - 2006: für die Single Crazy - Kanada - 2007: für den Ringtone Crazy 5× Platin-Schallplatte - Neuseeland - 2024: für die Single Crazy |

Anmerkung: Auszeichnungen in Ländern aus den Charttabellen bzw. Chartboxen sind in ebendiesen zu finden.
| Land/RegionAuszeichnungen für Musikverkäufe (Land/Region, Auszeichnungen, Verkäufe, Quellen) | Gold     | Platin       | Verkäufe    | Quellen              |
| -------------------------------------------------------------------------------------------- | -------- | ------------ | ----------- | -------------------- |
| Australien (ARIA)                                                                            | Gold1    | Platin1      | 105.000     | aria.com.au          |
| Belgien (BRMA)                                                                               | 2× Gold2 | —            | 50.000      | ultratop.be          |
| Dänemark (IFPI)                                                                              | Gold1    | 2× Platin2   | 36.000      | Einzelnachweise      |
| Deutschland (BVMI)                                                                           | Gold1    | Platin1      | 400.000     | musikindustrie.de    |
| Europa (IFPI)                                                                                | —        | Platin1      | (1.000.000) | ifpi.org             |
| Frankreich (SNEP)                                                                            | Gold1    | —            | 75.000      | snepmusique.com      |
| Irland (IRMA)                                                                                | —        | Platin1      | 15.000      | irishcharts.ie       |
| Italien (FIMI)                                                                               | —        | Platin1      | 50.000      | fimi.it              |
| Kanada (MC)                                                                                  | —        | 3× Platin3   | 180.000     | musiccanada.com      |
| Neuseeland (RMNZ)                                                                            | —        | 6× Platin6   | 165.000     | radioscope.co.nz NZ2 |
| Österreich (IFPI)                                                                            | Gold1    | —            | 15.000      | ifpi.at              |
| Schweden (IFPI)                                                                              | —        | Platin1      | 20.000      | sverigetopplistan.se |
| Schweiz (IFPI)                                                                               | Gold1    | Platin1      | 45.000      | hitparade.ch         |
| Spanien (Promusicae)                                                                         | —        | Platin1      | 60.000      | elportaldemusica.es  |
| Vereinigte Staaten (RIAA)                                                                    | —        | 6× Platin6   | 6.000.000   | riaa.com             |
| Vereinigtes Königreich (BPI)                                                                 | —        | 6× Platin6   | 3.000.000   | bpi.co.uk            |
| Insgesamt                                                                                    | 8× Gold8 | 31× Platin31 |             |                      |